# Fyrbodal
Fyrbodal är ett kommunalförbund i nordvästra delen av Västra Götalands län. Namnet kommer av Fyrstad (Lysekils, Uddevalla, Trollhättans och Vänersborgs kommuner), Bohuslän och Dalsland. Södra delen av Bohuslän räknas dock inte till Fyrbodal. 
Fyrbodals kommunalförbund är ett av fyra kommunalförbund i Västra Götalands län. Det består av Bengtsfors, Dals-Eds, Färgelanda, Lysekils, Melleruds, Munkedals, Orusts, Sotenäs, Strömstads, Tanums, Trollhättans, Uddevalla, Vänersborgs och Åmåls kommuner. Dess uppgift är att arbeta för en mer rationell hantering av mellankommunala frågor, med fokus på samhällsutveckling, utbildning och välfärd. Ytterligare en uppgift är att på uppdrag arrangera kompetensutveckling för medlemskommunerna. Fyrbodals kommunalförbund bildades 2005 samtidigt med storlandstinget Västra Götalandsregionen. 
Kommunalförbundet styrs av en direktion, som består av sjutton politiker. Det har tre beredningar, med fem politiskt tillsatta ledamöter i vardera, för de tre fokusområden. Det har ett kansli under ledning av förbundsdirektör.

## Andra sammanhang där Fyrbodal varit en organisationsenhet
Namnet användes tidigare av Västra Götalandsregionen för att beskriva den primärvårdsförvaltning som har ansvar för invånarna i dessa kommuner.
Sjukvårdsförvaltningen NU-sjukvården ansvarar för sjukhusen i Fyrbodalsområdet. 
Västtrafik använde tidigare beteckningen Fyrbodal på ett av sina affärsområden, men där ingick inte Orusts kommun. Däremot tillkom Grästorps kommun.. Sedan 2012 har Västtrafik inga geografiska affärsområden.